# Скляров Павло Іванович
Павло Іванович Скляров (29 серпня 1906, село Кремінна Куп'янського повіту Харківської губернії, тепер місто Луганської області — 21 січня 1991, місто Запоріжжя) — український радянський діяч, директор авіамоторобудівного заводу, голова Запорізького раднаргоспу, голова Запорізького промислового облвиконкому. Депутат Верховної Ради СРСР 4-го скликання. Депутат Верховної Ради УРСР 6-го скликання. Член Ревізійної Комісії КПУ в 1961—1966 р.

## Біографія
Народився у селянській родині. У вересні 1920 — вересні 1923 року — студент Ново-Глухівської лісової профшколи у селі Кремінна.
У вересні 1923 — квітні 1927 року — технік-лісовпорядник лісоекономічних експедицій на Донбасі і Катеринославщині. У 1925 році вступив до комсомолу.
У квітні 1927 — травні 1929 року — технік-лісовпорядник Майкопського і Туапсинського районів Північно-Кавказького краю. У травні — жовтні 1929 року — окружний інспектор лісів земельного управління Донецької округи у місті Міллерове. У жовтні 1929 — жовтні 1930 року — крайовий інспектор лісів управління лісами Північно-Кавказького краю у місті Ростові-на-Дону.
У жовтні 1930 — березні 1931 року — студент Північно-Кавказького лісотехнічного інституту. У березні 1931 — березні 1935 року — студент авіаційного факультету Азово-Чорноморського індустріального інституту в місті Новоросійську, інженер-авіамеханік з холодної обробки металів.
У березні 1935 — квітні 1938 року — майстер, технолог, старший технолог механічного цеху, начальник технічного відділу механічного цеху машинобудівного заводу № 26 Наркомату авіаційної промисловості СРСР у місті Рибінську Ярославської області.
У квітні 1938 — травні 1941 року — заступник начальника цеху машинобудівного заводу № 26 Наркомату авіаційної промисловості СРСР у місті Рибінську Ярославської області. З січня по травень 1939 року перебував у відрядженні для отримання досвіду на фірмі «Іспано-Сюїза» у місті Парижі (Франція).
Член ВКП(б) з липня 1939 року.
У травні — грудні 1941 року — начальник механічного цеху машинобудівного заводу № 26 Наркомату авіаційної промисловості СРСР у місті Рибінську.
У грудні 1941 — червні 1944 року — начальник механічного цеху, у червні 1944 — травні 1947 року — заступник головного технолога машинобудівного заводу № 26 Наркомату авіаційної промисловості СРСР у місті Уфі Башкирської АРСР. З травня 1945 по липень 1946 року виконував спецзавдання з демонтажу обладнання у окупованій радянськими військами Німеччині.
У травні 1947 — березні 1949 року — головний інженер Запорізького моторобудівного заводу № 478 Міністерства авіаційної промисловості СРСР.
У березні 1949 — червні 1957 року — директор Запорізького моторобудівного заводу № 478 Міністерства авіаційної промисловості СРСР.
21 червня 1957 — 28 вересня 1961 року — 1-й заступник голови Ради народного господарства Запорізького економічного адміністративного району.
У вересні 1961 — грудні 1962 року — голова Ради народного господарства Запорізького економічного адміністративного району.
21 січня 1963 — 16 грудня 1964 року — голова виконавчого комітету Запорізької промислової обласної ради депутатів трудящих.
15 грудня 1964 — 4 лютого 1974 року — секретар Запорізького обласного комітету КПУ з питань промисловості.
З лютого 1974 року — персональний пенсіонер союзного значення у місті Запоріжжі. Деякий час працював керуючим будівельного тресту в місті Запоріжжі.

## Нагороди
- орден Жовтневої Революції (1971)
- три ордени Трудового Червоного Прапора (1941, 1957, 1966)
- орден Червоної Зірки (1941)
- медаль «За доблесну працю у Великій Вітчизняній війні 1941—1945 рр.» (1945)
- медаль «За перемогу над Німеччиною у Великій Вітчизняній війні 1941—1945 рр.» (1971)
- медаль «XX років Перемоги у Великій Вітчизняній війні» (1965)
- медаль «За доблесну працю. На відзнаку 100-річчя від дня народження В. І. Леніна» (1970)
- медалі
- Почесна грамота Президії Верховної Ради Української РСР (27.08.1966)
- заслужений працівник промисловості Української РСР (2.08.1973)